# Super Show 8
Super Show 8 es la quinta gira mundial y la octava gira internacional del grupo surcoreano Super Junior para promocionar su noveno álbum de estudio, Time Slip. La gira comenzó en octubre en Seúl, Corea del Sur el 12 de octubre de 2019.

## Antecedentes
El 27 de agosto se anunció el tour mundial completo con la participación de los 9 miembros activos entre ellos Kyuhyun que finalizó en mayo de 2019 su servicio militar de dos años; sin embargo, el 30 de agosto Label SJ anunció que Heechul no participaría en el tour por cuestiones de salud
El 20 de septiembre Super Junior publicó en sus redes sociales el póster oficial de la gira, así como el título Super Show 8: Infinite Time. Infinite Time representa los diversos géneros musicales que abarcan varias décadas desde 1990 al estilo de Super Junior.
El 27 de agosto de 2019, en las redes sociales de Super Junior, se anunciaron las primeras fechas del tour SS8 en Corea en octubre de 2019, unos días antes del lanzamiento del noveno álbum Time Slip, así como fechas en Japón en noviembre de 2019 y febrero de 2020. El día 8 de octubre de 2019 se anunciaron dos fechas adicionales en Tailandia para noviembre de 2019.
Adicional a su participación en el concierto, Eunhyuk también es el director del escenario de los conciertos (rol que ha desempeñado en el SS7 y SS7S), mientras que Shindong es director de video.

## Conciertos

### Seúl
Los conciertos en Seúl se llevaron a cabo los días 12 y 13 de octubre. Se destacó por ser el inicio de la gira y por presentar por primera vez en vivo las nuevas canciones del 9.º álbum Time Slip: The Crown, I Think I, Somebody New, Show y Super Clap. El total de canciones presentadas fueron 30 en un espacio de tres horas y media. La audiencia de los días de conciertos fue de 28,194 espectadores.

### Conciertos pospuestos en Asia
El día 9 de febrero StarPlanet 星艺娱乐, productora del concierto en Malasia, comunicó que el concierto sería pospuesto por la epidemia de COVID-19. El 24 de febrero Media Asia canceló el concierto en Hong Kong, por medio de su página de Facebook, debido a la epidemia en China.

## Setlist
La siguiente lista de canciones no es representativa de todos los conciertos, se obtuvo del concierto en Seúl, Corea el día 12 de octubre.
| N.º                    | Título                   | Notas                    |
| VCR #1 (Introducción)  | VCR #1 (Introducción)    | VCR #1 (Introducción)    |
| ---------------------- | ------------------------ | ------------------------ |
| 1.                     | The Crown                | Canción del nuevo álbum  |
| 2.                     | A Man in Love            | Versión Remix            |
| 3.                     | Bonamana                 | Nueva versión remix      |
| 4.                     | Blue World               | Versión en coreano       |
| Presentación del grupo |                          |                          |
| VCR #2                 |                          |                          |
| 5.                     | Heads Up                 | Solo de baile de Eunhyuk |
| 6.                     | I Think I                | Canción del nuevo álbum  |
| 7.                     | Sexy, Free & Single      | Versión remix            |
| 8.                     | Mr. Simple               |                          |
| VCR #3                 |                          |                          |
| 9.                     | Opera                    |                          |
| VCR #4                 |                          |                          |
| 10.                    | Love Disease             | Solo de SJ-K.R.Y.        |
| 11.                    | She's Gone               |                          |
| 12.                    | My All is in You         |                          |
| 13.                    | Believe                  |                          |
| 14.                    | Somebody New             | Canción del nuevo álbum  |
| Mnet del grupo         |                          |                          |
| 15.                    | No Other                 |                          |
| VCR #5                 |                          |                          |
| VCR #6                 |                          |                          |
| 16.                    | Rokkuko                  | Nueva versión            |
| 17.                    | Hairspray                | Siwon y Leeteuk          |
| 18.                    | Solo de Baile            | SJ-K.R.Y.                |
| 19.                    | What is Your Name        | SJ-D&E y Shindong        |
| 20.                    | Devil                    |                          |
| 21.                    | Happiness                |                          |
| VCR #7                 |                          |                          |
| 22.                    | Shirt                    |                          |
| Mnet del grupo         |                          |                          |
| 23.                    | Disco Drive              |                          |
| 24.                    | Super Clap               | Canción del nuevo álbum  |
| VCR #8 Stay With Me    |                          |                          |
| 25.                    | Mamacita                 |                          |
| 26.                    | Black Suit               |                          |
| 27.                    | Sorry, Sorry Answer      |                          |
| 28.                    | Sorry, Sorry             |                          |
| Encore                 |                          |                          |
| Mnet                   |                          |                          |
| 29.                    | Show                     | Canción del nuevo álbum  |
| 30.                    | Too Many Beautiful Girls |                          |
| Mnet                   |                          |                          |

## Fechas y lugares de la gira
| Fecha                   | Ciudad  | País          | Recinto                         | Entradas vendidas | Recaudación |
| ----------------------- | ------- | ------------- | ------------------------------- | ----------------- | ----------- |
| Asia                    |         |               |                                 |                   |             |
| 12 de octubre de 2019   | Seúl    | Corea del Sur | KSPO Dome                       | 28,194 / 28,194   | $5,376,170  |
| 13 de octubre de 2019   | Seúl    | Corea del Sur | KSPO Dome                       | 28,194 / 28,194   | $5,376,170  |
| 2 de noviembre de 2019  | Saitama | Japón         | Saitama Super Arena             | 100,942 / 100,942 | $23,454,600 |
| 3 de noviembre de 2019  | Saitama | Japón         | Saitama Super Arena             | 100,942 / 100,942 | $23,454,600 |
| 4 de noviembre de 2019  | Saitama | Japón         | Saitama Super Arena             | 100,942 / 100,942 | $23,454,600 |
| 23 de noviembre de 2019 | Bangkok | Tailandia     | Impact Arena                    | 29,916 / 29,916   | $5,502,044  |
| 24 de noviembre de 2019 | Bangkok | Tailandia     | Impact Arena                    | 29,916 / 29,916   | $5,502,044  |
| 15 de diciembre de 2019 | Manila  | Filipinas     | Mall of Asia Arena              | 12,549 / 12,549   | $2,614,221  |
| 11 de enero de 2020     | Yakarta | Indonesia     | Indonesia Convention Exhibition | 19,302 / 19,302   | $3,264,783  |
| 18 de enero de 2020     | Cotai   | Macao         | Macau East Asian Games Dome     | 25,760 / 25,760   | $8,012,612  |
| 19 de enero de 2020     | Cotai   | Macao         | Macau East Asian Games Dome     | 25,760 / 25,760   | $8,012,612  |
| 7 de febrero de 2020    | Osaka   | Japón         | Maruzen Intec Arena Osaka       | 41,073 / 41,073   | $9,618,700  |
| 8 de febrero de 2020    | Osaka   | Japón         | Maruzen Intec Arena Osaka       | 41,073 / 41,073   | $9,618,700  |
| 9 de febrero de 2020    | Osaka   | Japón         | Maruzen Intec Arena Osaka       | 41,073 / 41,073   | $9,618,700  |
| 15 de febrero de 2020   | Fukuoka | Japón         | Marine Messe Fukuoka            | 27,680 / 27,680   | $6,229,140  |
| 16 de febrero de 2020   | Fukuoka | Japón         | Marine Messe Fukuoka            | 27,680 / 27,680   | $6,229,140  |
| Total                   | Total   | Total         | Total                           | 285,416           | $64,072,270 |

## Conciertos Cancelados
|                     | Ciudad       | Países    | Recinto             | Razón de cancelación | Ref.   |
| ------------------- | ------------ | --------- | ------------------- | -------------------- | ------ |
| 1 de marzo de 2020  | Kuala Lumpur | Malasia   | Axiata Arena        | Brote de Coronavirus | [ 8 ]  |
| 25 de marzo de 2020 | Saitama      | Japón     | Saitama Super Arena | Brote de Coronavirus | [ 9 ]  |
| 26 de marzo de 2020 | Saitama      | Japón     | Saitama Super Arena | Brote de Coronavirus | [ 9 ]  |
| 28 de marzo de 2020 | Hong Kong    | Hong Kong | AsiaWorld-Arena     | Brote de Coronavirus | [ 10 ] |

## Personal
- Artistas: Leeteuk, Yesung, Shindong, Eunhyuk, Donghae, Siwon, Ryeowook y Kyuhyun
- Organizador de la gira: SM Entertainment
- Promotor de la gira: Dream Maker Entertainment Limited
- Director de escenarios de concierto: Eunhyuk
- Director de videos/VCR de concierto: Shindong